# 法恩沃思
法恩沃思位于英国大曼彻斯特郡，地处博尔顿东南部3.7公里。

## 基础设施

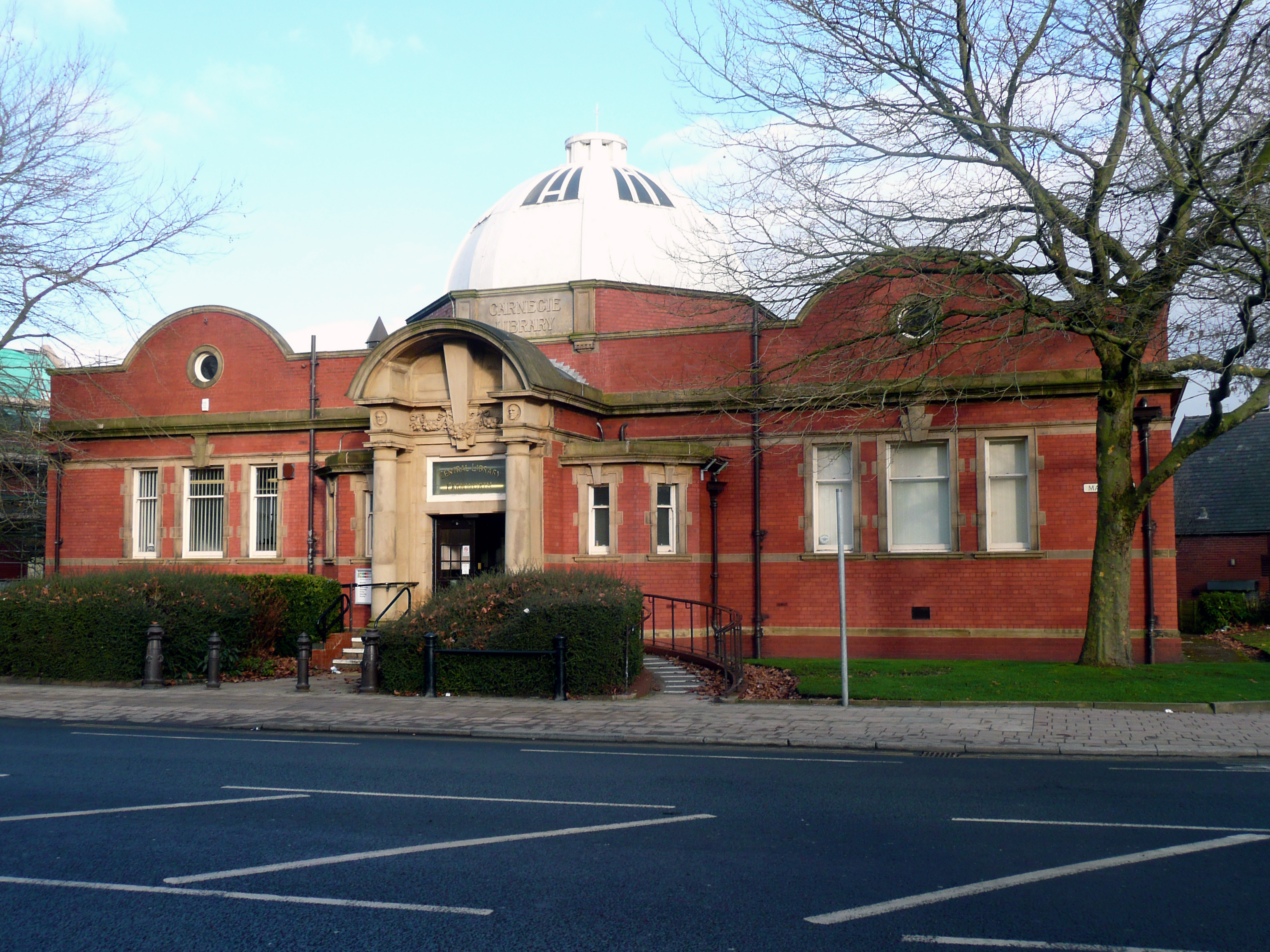
当地的图书馆

当地的剧院成立于1948年，是一个业余剧团，位于十字街。圣格雷戈里的天主教俱乐部也位于该镇。
当地有许多公园和娱乐场所。其中最大的就是靠近市中心的法恩沃思公园。

## 教育
该镇有九所小学和三所中学。哈珀绿色学校是阿倫·波爾体育场以及彼得凯剧院的所在地。2006年，彼得凯在哈珀绿色学校拍摄了一部与苏格兰乐队Texas合作的音乐MV。